# Kraftwerk (album)
| Recensione | Giudizio |
| ---------- | -------- |
| AllMusic   |          |

Kraftwerk è il primo album in studio del gruppo musicale tedesco Kraftwerk, pubblicato nel novembre del 1970 dalla Philips Records.

## Descrizione
Il disco, prodotto da Conny Plank, è stato realizzato poco dopo Tone Float, album pubblicato da Ralf Hütter e Florian Schneider con il loro precedente gruppo, gli Organisation.
La copertina dell'album, realizzata da Ralf Hütter e ispirata alla pop art, mostra nella parte anteriore un cono stradale di colore rosso fluorescente con la scritta "Kraftwerk" nera disposta al centro per obliquo. Nella parte posteriore, invece, si può notare la foto di una sottostazione di una centrale elettrica, realizzata dai fotografi Bernd e Hilla Becher.

## Tracce
Musiche di Ralf Hütter e Florian Schneider-Esleben.
Lato A
1. Ruckzuck – 7:47
2. Stratovarius – 12:10

Lato B
1. Megaherz – 9:30
2. Vom Himmel Hoch – 13:10

## Formazione
Crediti tratti dall'edizione LP.
Gruppo
- Ralf Hütter – organo Hammond, Tubon
- Florian Schneider-Esleben – flauto traverso, violino, percussioni elettroniche

Altri musicisti
- Andreas Hohmann – batteria
- Klaus Dinger – batteria

Produzione
- Kraftwerk – produzione
- Conrad Plank – produzione, ingegneria del suono
- Klaus Löhmer - assistenza tecnica
- Ralf Hütter – copertina
- Bernard Begher – fotografia
- Hilla Begher – fotografia

## Classifiche

### Classifiche settimanali
| Classifica (1971) | Posizione massima |
| ----------------- | ----------------- |
| Germania          | 30                |

### Classifiche di fine anno
| Classifica (1971) | Posizione massima |
| ----------------- | ----------------- |
| Germania          | 27                |